# Planeta maimuțelor (serial)
Planeta maimuțelor (Planet of the Apes) este un serial de televiziune științifico-fantastic american care a avut premiera la CBS în 1974. În rolurile principale interpretează actorii Roddy McDowall, Ron Harper, James Naughton, Mark Lenard și Booth Colman. Se bazează pe filmul din 1968 Planeta maimuțelor și pe continuările acestuia, în care, de asemenea, apare actorul Roddy McDowall.
Serialul a fost transmis din 13 septembrie 1974 până pe 20 decembrie 1974. Deși au fost produse 14 episoade, doar 13 au fost transmise inițial. Al 14-lea episod, prezentat în unele piețe de desfacere, a fost inclus în setul de DVD-uri cu serialul.
Serialul a fost amânat datorită audienței scăzute, din cauza concurenței directe a emisiunilor de la NBC Sanford and Son și Chico and the Man. A fost retransmis de Sci Fi Channel.

## Lista episoadelor
1. Escape From Tomorrow
2. The Gladiators
3. The Trap
4. The Good Seeds
5. The Legacy
6. Tomorrow's Tide
7. The Surgeon
8. The Deception
9. The Horse Race
10. The Interrogation
11. The Tyrant
12. The Cure
13. The Liberator
14. Up Above the World So High

## Actori
Roluri principale:
- Roddy McDowall este Galen

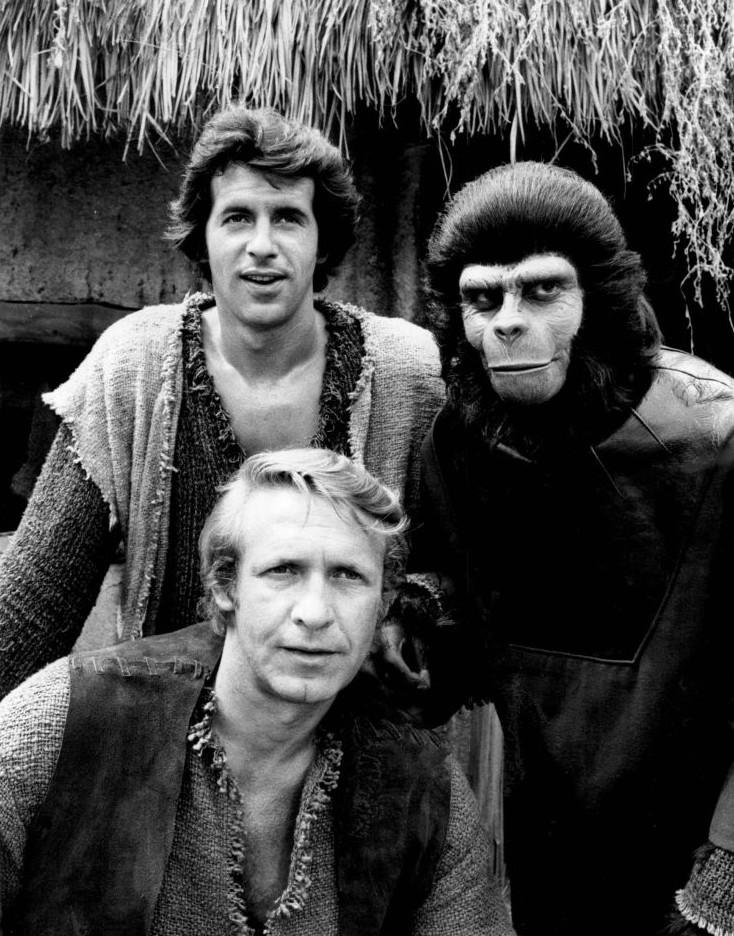

- Ron Harper este Colonel Alan Virdon
- James Naughton este Maior Peter J. Burke

Roluri secundare:
- Mark Lenard este General Urko (11 episoade)
- Booth Colman este Consilier Zaius (6 episoade)

## Filme de televiziune
În 1976, câteva episoade au fost editate în cinci filme de televiziune:  
- Back to the Planet of the Apes (Escape from Tomorrow & The Trap)[1]
- Forgotten City of the Planet of the Apes
- Treachery and Greed on the Planet of the Apes
- Life, Liberty and Pursuit on the Planet of the Apes
- Farewell to the Planet of the Apes